# Brettes
Brettes és un municipi francès situat al departament del Charente i a la regió de la Nova Aquitània. L'any 2007 tenia 191 habitants.

## Demografia

### Població
El 2007 la població de fet de Brettes era de 191 persones. Hi havia 68 famílies de les quals 20 eren unipersonals (12 homes vivint sols i 8 dones vivint soles), 28 parelles sense fills i 20 parelles amb fills.
La població ha evolucionat segons el següent gràfic:
Habitants censats

### Habitatges
El 2007 hi havia 105 habitatges, 75 eren l'habitatge principal de la família, 17 eren segones residències i 13 estaven desocupats. Tots els 104 habitatges eren cases. Dels 75 habitatges principals, 68 estaven ocupats pels seus propietaris, 4 estaven llogats i ocupats pels llogaters i 3 estaven cedits a títol gratuït; 3 tenien una cambra, 6 en tenien dues, 8 en tenien tres, 19 en tenien quatre i 38 en tenien cinc o més. 68 habitatges disposaven pel capbaix d'una plaça de pàrquing. A 30 habitatges hi havia un automòbil i a 34 n'hi havia dos o més.

### Piràmide de població
La piràmide de població per edats i sexe el 2009 era:
| Homes | Edats   | Dones |
| ----- | ------- | ----- |
| 0     | 95 o +  | 0     |
| 0     | 90 a 94 | 0     |
| 0     | 85 a 89 | 4     |
| 0     | 80 a 84 | 0     |
| 0     | 75 a 79 | 4     |
| 12    | 70 a 74 | 4     |
| 16    | 65 a 69 | 4     |
| 8     | 60 a 64 | 8     |
| 4     | 55 a 59 | 8     |
| 8     | 50 a 54 | 4     |
| 8     | 45 a 49 | 4     |
| 0     | 40 a 44 | 4     |
| 0     | 35 a 39 | 12    |
| 12    | 30 a 34 | 0     |
| 8     | 25 a 29 | 8     |
| 8     | 20 a 24 | 0     |
| 12    | 15 a 19 | 0     |
| 0     | 10 a 14 | 12    |
| 0     | 5 a 9   | 4     |
| 12    | 0 a 4   | 4     |

## Economia
El 2007 la població en edat de treballar era de 106 persones, 80 eren actives i 26 eren inactives. De les 80 persones actives 75 estaven ocupades (46 homes i 29 dones) i 5 estaven aturades (3 homes i 2 dones). De les 26 persones inactives 11 estaven jubilades, 7 estaven estudiant i 8 estaven classificades com a «altres inactius».

### Ingressos
El 2009 a Brettes hi havia 72 unitats fiscals que integraven 170 persones, la mediana anual d'ingressos fiscals per persona era de 12.821,5 €.

### Activitats econòmiques
Dels 3 establiments que hi havia el 2007, 1 era d'una empresa de comerç i reparació d'automòbils, 1 d'una empresa d'hostatgeria i restauració i 1 d'una empresa de serveis.
L'únic servei als particulars que hi havia el 2009 era un restaurant.
L'any 2000 a Brettes hi havia 23 explotacions agrícoles que ocupaven un total de 988 hectàrees.

## Poblacions més properes
El següent diagrama mostra les poblacions més properes.